# Bjelolasica
A Bjelolasica egy hegység Horvátország nyugati részén, Gorski kotar területén. A Dinári-hegység, azon belül pedig a Nagy-Kapela része.

## Neve
A Bjelolasica arról a keskeny fényes gerincéről kapta a nevét, amely az erdősáv felett kiemelkedik, különösen akkor, ha hó van. A Bjelolasica egy a helyi lakosság által használt kaj nyelvjárású név, eredeti formája „Belazica”, mely lényegében a Nagy-Kapela római nevére („Alpes Albiae” = Fehér-hegység) megy vissza. A „Biela Lazica” nevet 1010-től találjuk a régi térképeken.

## Leírása
A Bjelolasica a Nagy-Kapela-hegység legmagasabb hegye. A Bjelolasica főgerince északnyugat-délkeleti irányban, mintegy 7 kilométer hosszúságban húzódik. A hegy lejtői nagyon meredekek, de a hegygerinc lapos, füves és sokféle hegyi növényben gazdag.
A Bjelolasica legmagasabb csúcsa a Kula (1534 m), a Bjelolasica-gerincen található füves csúcsok sorozatának legészakibb csúcsa. A Kula egyben a Gorski kotar legmagasabb csúcsa. Legfelül egy sérült geodéziai jel található.
Bjelolasica bővelkedik hatalmas és sűrű erdőkben, amelyeket mészkősziklák és hatalmas rétek tarkítanak. A hegy tágabb területét erdei utak és ösvények hálózzák be. Itt, Bjelolasica és Velika Kapela területén található a legszűkebb hegyi határ a Pannon-síkság és a Tengermellék között.
Az első hegymászó beszámolók, amely az Ogulinban szolgáló tisztektől való 1864-ből származik. A Bjelolasica tetejéről széles kilátás nyílik az egész Gorski kotarra és a szlovén Notranjska és Dolenjska, Velebit, Lička Plješivica hegyeire, valamint a Krk, a Cres, a Lošinj és a Kvarner-öböl többi szigeteire. A tetejétől körülbelül 20 perc sétára, délkeleti irányban található a „Jakob Mihelčić” hegyi menedékház.

## Története
Tíz évvel a horvát hegymászó szövetség megalapítása előtt 1864-ben egy csoport ogulini tiszt megmászta Bjelolasicát, Gorski Kotar legmagasabb csúcsát. 1874-ben megnyitották az új utat, a Rudolfinát (valójában a Jozefina út egyik elágazása), mely Josipdoltól Ogulinon és a Nagy-Kapelán át Novi Vinodolskiig vezet. Ennek az útnak a legmagasabb pontja 1083 m tengerszint feletti magasságban van. Az út Ivan Mažuranić horvát bán kezdeményezésére épült, és I. Ferenc József osztrák-magyar császár fia után nevezték el Rudolfinának.
1944. február 19-én és 20-án kedvezőtlen időjárási körülmények között, rendkívüli hidegben tört át a hegységen a 13. Primorje-Gorski Kotar partizán hadosztály 2. dandárja Drežnica körzetéből Jasenko és Mrkopalj irányába. Az 52 kilométeres menet folyamán 26 partizán megfagyott, 150 másik ember pedig súlyos fagyásokkal élte csak túl az éjszakát. Közülük sokan később kórházban haltak meg a hideg és a fagy következményei miatt. 1986-ban sípálya, szálloda, valamint a HOC Bjelolasica sport- és rekreációs központ épült fel Vrelo üdülőfaluban. 2005-ben megtörtént a Rudolfina teljes szakaszának aszfaltozása Ogulintól a tengerig 68 km hosszúságban. 2011-ben egy tűzvészben leégett a Bjelolasica Olimpiai Központ főépülete.